# Robert Lucas jr.
Robert Emerson Lucas jr. (Yakima (Washington), 15 september 1937 – Chicago, 15 mei 2023) was een Amerikaanse econoom aan de Universiteit van Chicago. Hij won in 1995 de Prijs van de Zweedse Rijksbank voor economie.
Lucas was een van de meest invloedrijke economen van de jaren 70 en 80 van de twintigste eeuw. Hij veranderde de fundering van de macro-economische theorie, die voorheen werd gedomineerd door de keynesiaanse benadering. Zo stelde hij dat een macro-economisch model zich zou moeten baseren op micro-economische grondslagen. Hij kwam tot deze conclusie naar aanleiding van een invloedrijke en kritische beschouwing, die bekendstaat als de "Lucas-kritiek" voor economisch beleid. 

## Leven
Lucas studeerde aanvankelijk geschiedenis aan de Universiteit van Chicago, en haalde in 1959 hierin zijn Bachelor. Daarna ging hij aan dezelfde universiteit economie studeren. In 1964 haalde hij zijn Ph.D. Tot aan 1975 gaf Lucas les aan de Graduate School of Industrial Administration van de Carnegie Mellon University. Daarna keerde hij terug naar de Universiteit van Chicago.
Lucas was eerst getrouwd met Rita Lucas, maar scheidde van haar in 1988. Bij de scheiding werd vastgesteld dat als Lucas in de zeven jaar na de scheiding een Nobelprijs won, Rita de helft van het geld zou krijgen. De prijs van de Zweedse Rijksbank voor economie die Lucas in 1995 won viel ook onder deze regeling. Lucas trouwde later met econoom Nancy Stokey.
Lucas jr. overleed op 85-jarige leeftijd.